# Sälgsjön
Sälgsjön is een plaats (tätort) in de gemeente Gävle in het landschap Gästrikland en de provincie Gävleborgs län in Zweden. De plaats heeft 207 inwoners (2010) en een oppervlakte van 28,08 hectare.